# George Box

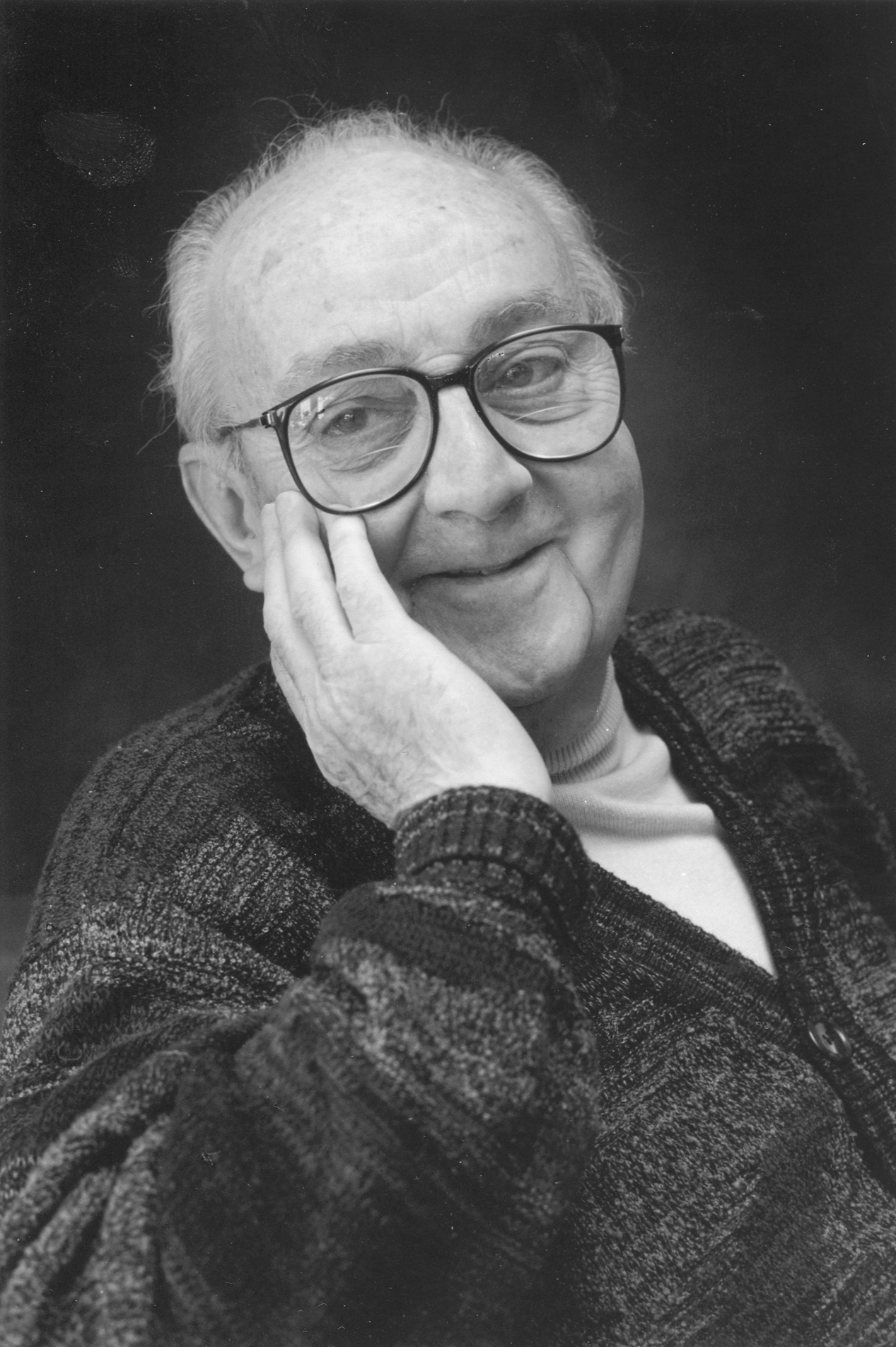

George Edward Pelham Box (* 18. Oktober 1919 in Gravesend, England; † 28. März 2013 in Madison (Wisconsin), USA) war ein britischer Statistiker und Professor der University of Wisconsin–Madison, an der er den Fachbereich für Statistik gegründet hat. Besonders bekannt wurde er durch seine Arbeiten zur Qualitätssicherung, Zeitreihenanalyse, Statistischen Versuchsplanung und der Bayesschen Statistik. Von ihm stammt das Zitat „Essentially, all models are wrong, but some are useful“, auf Deutsch etwa: „Im Prinzip sind alle Modelle falsch, aber manche sind nützlich“.

## Werdegang
George Box begann Chemie zu studieren, wurde  aber während des Zweiten Weltkriegs vor Abschluss seines Studiums einberufen. Für das britische Militär arbeitete Box an einem biochemischen Experiment mit Giftgas. Da er statistische Methoden zur Analyse des Experiments brauchte, aber keine geeigneten Statistiker fand, arbeitete er sich selbst in die Materie ein. Nach dem Krieg machte er an der University College London einen Bachelor-Abschluss in Mathematik und Statistik. 1953 bekam er dort den Doktorgrad
In den 1950er Jahren entwickelte er das EVOP-Verfahren (Evolutionary Operation) für Versuchsplanung und Optimierung bei laufendem industriellem Prozess.
Über Stationen an den Universitäten in Princeton und North Carolina kam er 1960 zur Universität nach Wisconsin. Dort wurde er zum Professor. 1992 ging er in den Ruhestand.

## Ehrungen
Die Box-Muller-Methode zur Erzeugung normalverteilter Zufallszahlen von 1958 wurde nach Box und seinem Kollegen Mervin Edgar Muller benannt.
- 1968: Shewhart Medal
- 1972: Wilks Memorial Award
- 1974: Mitglied der American Academy of Arts and Sciences
- 1974: R. A. Fisher Lectureship
- 1978: Präsident der American Statistical Association
- 1993: Goldene Guy-Medaille der Royal Statistical Society

## Publikationen
- Beitrag zu Owen L. Davies (Hrsg.): The design and analysis of industrial experiments, Oliver and Boyd 1954
- Beitrag zu Owen L. Davies (Hrsg.): Statistical methods in research and production with special reference to the chemical industry, Oliver and Boyd 1958
- mit William G. Hunter und J. Stuart Hunter: Statistics for Experimenters: an Introduction to Design, Innovation, and Discovery, Wiley 1978, 2005.
- Box on Quality and Discovery: With Design, Control and Robustness (Herausgeber George C. Tiao, Søren Bisgaard), Wiley 2000.
- mit Norman R. Draper: Evolutionary Operation: A Statistical Method for Process Improvement, Wiley 1969, Reprint Wiley Classics Library 1998.
  - Deutsche Übersetzung: Das EVOP-Verfahren: der industrielle Prozess, seine Kontrolle und mitlaufende Optimierung, Oldenbourg 1975
- mit Gwilym M. Jenkins, Gregory C. Reinsel: Time Series Analysis – Forecasting and Control (= Wileys Series in Probability and Statistics). 4. Auflage. Wiley, Hoboken 2008, ISBN 978-0-470-27284-8.
- mit Gregory C. Reinsel,  Gwllyn Jenkins, Greta M. Ljung: Time Series Analysis Forecasting and Control, Holden-Day 1970 (mit Jenkins), Wiley 1994, 5. Auflage 2016.
- Bayesian Inference in Statistical Analysis, Addison-Wesley 1973.
- mit Alberto Luceño, María del Carmen Paniagua-Quiñones: Statistical Control: by Monitoring and Feedback Adjustment, Wiley 1997, 2. Auflage 2009.
- mit George C. Tiao: Bayesian Inference in Statistical Analysis, Addison-Wesley 1973, Reprint Wiley Classics Library 1992.
- mit Norman R. Draper: Response Surfaces, Mixtures, and Ridge Analyses, Wiley 1998, 2007 (2. Auflage von Empirical Model-Building and Response Surfaces von 1987)
- An Accidental statistician: The Life and Memories of George E.P. Box. Wiley, Hoboken 2013, ISBN 978-1-118-40088-3, doi:10.1002/9781118514948.